# Zaal 6

Zaal № 6 (Russisch: Палата № 6, Palata nomer shjest) is een kort verhaal van Anton Tsjechov dat werd gepubliceerd in 1892.  Het verhaal gaat over de dokter van een provinciestadje, die na het geleidelijk beëindigen van zijn werkzaamheden als arts, zelf opgenomen wordt op de psychiatrische afdeling van het plaatselijke ziekenhuis.
Een filosofisch conflict tussen patiënt Ivan Gromov en dokter Andrej Ragin is in een aantal tweegesprekken uitgewerkt. Deze gesprekken vinden zowel plaats in de tijd dat Ragin arts is, als in de tijd dat hijzelf is opgenomen in zaal 6. Ivan veroordeelt de onrechtvaardigheid die hij om zich heen ziet, terwijl dr. Ragin dit en andere misstanden negeert; hij laat na om de ondeugdelijke staat van het paviljoen te verbeteren.

## Het verhaal
Het verhaal begint met de beschrijving van het krankzinnigenpaviljoen op de binnenplaats van een ziekenhuis, een haveloos gebouwtje, en met een beschrijving van de patiënten. In het voorportaal bevindt zich een opslagplaats met oude half vergane rommel en een oppasser. In het volgende deel wordt Ivan Dmitrijevitsj geïntroduceerd, zoon uit een aan lagerwal geraakte familie. Hij is intelligent en belezen en geniet daarom enig respect in de stad maar is asociaal. Nadat hij getuige is geweest van het opbrengen van enkele geboeide arrestanten, begon hij te lijden aan achtervolgingswaan en de fobie zelf ooit gearresteerd te zullen worden om een kleinigheid. Hij wordt in zaal 6 opgenomen en de stad vergeet hem. Vervolgens wordt het eentonig leven van de gestoorden van zaal 6 beschreven.
In een volgend deel worden de verdere toestanden in het ziekenhuis beschreven. Hier wordt ook Andrej Jefimitsj Ragin, de dokter van het stadje en eigenlijke hoofdpersoon, geïntroduceerd en zijn gedachten over gezond maken. Andrej heeft al een tijd geen eigen praktijk meer, doet 's morgens ziekenhuispatiënten; is 's middags thuis en leest veel. In de avond krijgt hij vaak een vriend op bezoek, de enige in de stad waarmee hij op niveau kan praten over geschiedenis, geloof, filosofie en nihilisme. Als zijn vriend is vertrokken denkt hij na over de zinloosheid van het bestaan. Hij realiseert zich de verbeteringen in de medische mogelijkheden van zijn tijd maar waarom zou je ze toepassen, de mensen sterven op zijn best wat later.

En waarom zou men eigenlijk de mensen verhinderen dood te gaan, als de dood het normale en legale einde van ieder mens is?

Hij beseft de toestand van het ziekenhuis in zijn stadje, 200 km van een spoorlijn, maar mist de persoonlijkheid en daadkracht om het aan te vatten; beseft dat hij er eigenlijk misbruik van maakt door er zijn geld te verdienen. Door zijn overwegend sombere stemming verliest hij steeds meer de belangstelling voor zijn werk.
Door een extra toelage van het arrondissement kan een nieuwe tweede dokter door het stadje worden aangetrokken. Deze Jevgeni Chobotov komt ook twee dagen per week in het ziekenhuis. Andrej Jefimitsj gaat het nog rustiger aan doen; bij toeval komt hij op zaal 6 en raakt in gesprek met Ivan. Het is hierbij vooral Ivan die praat, over tevredenheid, pijn, filosofische stromingen en andere onderwerpen waar de dokter met zijn gewone stadsgenoten niet over praten kan. Hierna gaat de dokter met regelmaat naar Ivan, enkele gesprekken worden afgeluisterd door Jevgeni Chobotov en de assistent-arts; ze verklaren hem voor gek.
Andrej wordt uitgenodigd bij een commissie voor een gesprek. Hij beseft daarna dat het doel was om zijn geestelijke toestand te onderzoeken. Zijn vriend zegt hem nu openlijk dat hij ziek is en afleiding nodig heeft; hij nodigt hem uit samen op reis te gaan. Een week na het gesprek wordt Andrej min of meer gedwongen ontslag te nemen en gaat hij met zijn vriend op reis. Als reisgezelschap blijkt hij echter een tegenvallende partner, hij slooft zich uit Andrej bezig te houden met uitstapjes en gesprekken wat alleen maar irritatie opwekt. Ze bezoeken Moskou, Petersburg en Warschau; Andrej gaat ziekte voorwenden om van het gezeur af te zijn, blijft vaak in de hotelkamer op de bank liggen. Als zijn vriend in Warschau met gokken een flink bedrag verliest krijgt hij geld van Andrej om zijn schuld af te lossen. Na terugkeer moet hij bovendien zijn huis overdragen aan de nieuwe dokter, tamelijk berooid verhuist hij naar een kleine woning.
Daar krijgt hij regelmatige bezoekjes van de nieuwe dokter en van zijn vriend. Het staat hem tegen dat ze dit uit medelijden doen, hij kan zich niet laten opbeuren en verzinkt in gedachten over de zinloosheid van het leven. Als ze hem toevallig een keer tegelijk bezoeken komt het tot een escalatie en stuurt hij beiden weg. De volgende dag ziet hij ze weer en wordt het goedgemaakt. 

In het laatste deel van het verhaal komt de nieuwe dokter hem thuis halen omdat hij zijn advies wil bij een consult, ze lopen naar het ziekenhuis en gaan zaal 6 binnen. De dokter moet nog even zijn stethoscoop ophalen en laat Andrej achter, hij komt maar niet terug. Na een poosje wil Andrej weg maar de oppasser laat hem niet gaan en brengt hem sleetse ziekenhuiskleding. Hij begrijpt in de val te zijn gelokt. 
Zijn laatste dagen in zaal 6 blijft hij erg somber over zijn zinloze leven en dat van de mensheid. Als hij er even uit wil, wat niet mag van de oppasser, valt zijn gesprekspartner Ivan hem bij; het komt tot een handgemeen waarbij de oppasser rake klappen uitdeelt. 
Op bed liggend realiseert hij zich dat hij als dokter de toestand in zaal 6 niet kende en het hem niet interesseerde, nu spreekt zijn geweten. Een dag later sterft hij, op zijn begrafenis zijn slechts zijn vriend en de huishoudster aanwezig.

## Kanttekening
Zaal № 6 is een van de langere "korte verhalen" van Tsjechov. De schrijfstijl is wat moeizamer dan in zijn vlot leesbare andere verhalen en doet in de dialogen soms aan Dostojevski denken.
Tsjechov kan voor dit verhaal geput hebben uit zijn eigen ervaring als arts, toch dringt zich bij de beschrijving van het ziekenhuis de vraag op wat echt is en wat overdreven.
Het voor Tsjechov kenmerkende open einde van een verhaal doet zich ook hier deels voor. Het einde van de hoofdpersoon wordt beschreven, maar geen woord meer over de nieuwe dokter, zijn vriend of de bewoners van zaal 6.

## Publicatie en bewerkingen
Het verhaal werd voor het eerst gepubliceerd in de uitgave van november 1892 van Russkaya Mysl. Het was oorspronkelijk voor een ander tijdschrift bedoeld, maar die redacteuren schrokken van het zwartgallige en vrij radicale verhaal. Met enkele kleine wijzigingen werd het opgenomen in de verzamelde uitgave getiteld Zaal No. 6, gepubliceerd in St. Petersburg in 1893. In 1893 verscheen het verhaal gecensureerd in de Posrednik (Intermediare) Uitgeversserie Voor Intelligent Leesgenot. Met kleine aanpassingen liet Tsjechov het opnemen in deel 6 van zijn verzamelde werken gepubliceerd door Adolf Marks in 1899-1901.

Er zijn diverse verfilmingen gemaakt, een Joegoslavische productie in 1978 en een Russische door Mosfilm in 2009 met dezelfde naam als het originele verhaal.

## Reacties
Literair criticus William Lyon Phelps reageerde positief op het verhaal:
In Zaal No. 6, dat niet laat in de avond gelezen moet worden, schetst Tsjechov een beeld van een psychiatrische afdeling dat, als de beschreven omstandigheden waarheidsgetrouw zijn, aangeeft dat sommige delen van Rusland nog geen stap vooruitgang hebben geboekt sinds Gogol De revisor schreef.
Lenin geloofde dat het lezen van Zaal 6 van hem een revolutionair maakte. Nadat hij het verhaal gelezen had zou hij gezegd hebben: "Ik had beslist het gevoel dat ikzelf in zaal 6 zat opgesloten!"